# FC Zimbru 2 Chișinău
Zimbru 2 Chișinău este a doua echipă a clubului de fotbal, FC Zimbru Chișinău. În prezent ea evoluează în Divizia "A", al doilea eșalon al sistemului fotbalistic moldovenesc. Conform regulamentului FMF, ea nu are dreptul să promoveze în aceeași ligă cu echipa de bază.

## Lotul actual
La 13 November 2013.
| Nr. |                   | Poziție | Jucător              |
| --- | ----------------- | ------- | -------------------- |
| 1   | Republica Moldova | P       | Victor Buga          |
| --  | Republica Moldova | P       | Emil Tîmbur          |
| --  | Republica Moldova | F       | Alexandru Belevschii |
| --  | Republica Moldova | F       | Alexandru Bortă      |
| --  | Republica Moldova | F       | Roman Cojuhari       |
| --  | Republica Moldova | F       | Artur Focșa          |
| --  | Republica Moldova | F       | Alexandru Gridasov   |
| --  | Republica Moldova | F       | Dinu Graur           |
| --  | Republica Moldova | F       | Cristian Tabîrță     |
| --  | Republica Moldova | F       | Daniel Vlas          |
| --  | Georgia           | F       | Luka Tatkhashvili    |
| --  | Republica Moldova | M       | Valeriu Calancea     |
| --  | Republica Moldova | M       | Octavian Ciuntu      |

| Nr. |                   | Poziție | Jucător              |
| --- | ----------------- | ------- | -------------------- |
| --  | Republica Moldova | M       | Stefan Cozariuc      |
| --  | Republica Moldova | M       | Cristian Iriciuc     |
| --  | Republica Moldova | M       | Cătălin Lungu        |
| --  | Republica Moldova | M       | Oleg Lupușor         |
| --  | Republica Moldova | M       | Anatol Mihaliuc      |
| --  | Republica Moldova | M       | Vergil Olaru         |
| --  | Republica Moldova | M       | Corneliu Pavalachi   |
| --  | Republica Moldova | M       | Ion Rotaru           |
| --  | Republica Moldova | M       | Alexandru Starîș     |
| --  | Republica Moldova | M       | Andrei Trifan        |
| --  | Republica Moldova | M       | Veaceslav Zagaevschi |
| --  | Republica Moldova | A       | Cristi Cucovei       |
| --  | Republica Moldova | A       | Ilie Damașcan        |

## Palmares
- Divizia "A" (3): 1998-1999, 2005-2006, 2006-2007

## Stadion

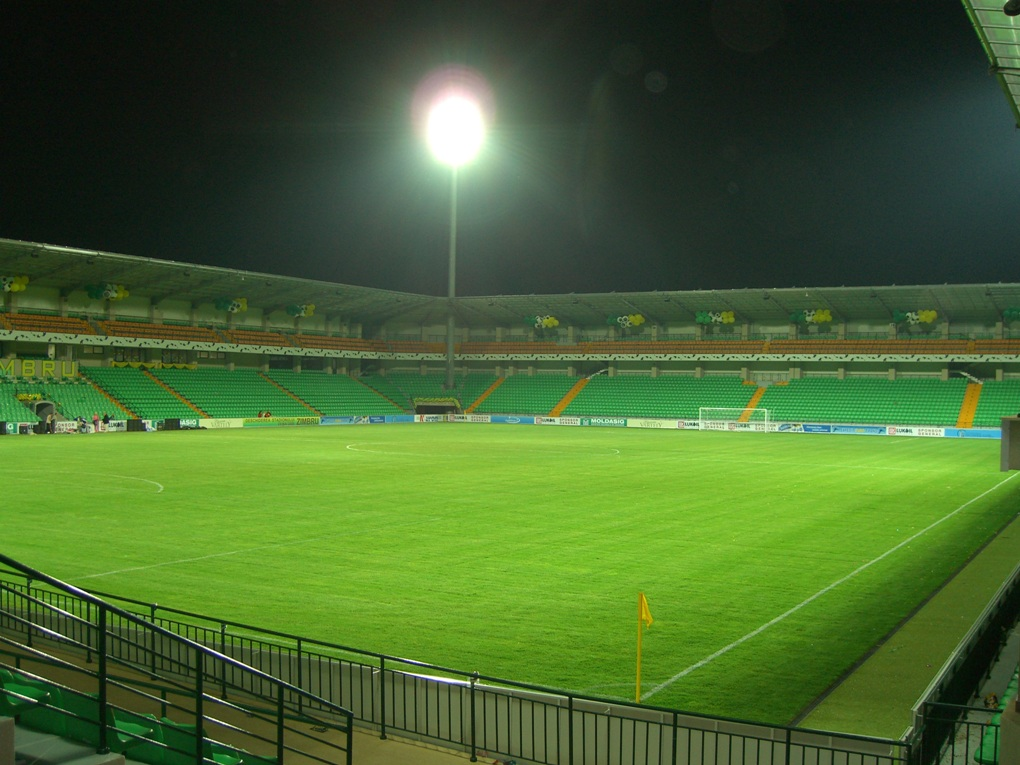
Interiorul Stadionulului Zimbru.

Stadionul de acasă al echipei Zimbru 2 Chișinău este Stadionul Zimbru. Stadionul Zimbru este amplasat în sectorul Botanica din Chișinău, pe strada Butucului, 1. El este un stadion specific de fotbal, corespunzător normelor FIFA și UEFA. A fost deschis pe 20 mai 2006. Suprafața de joc a terenului este iarbă naturală, stadionul având o capacitate de 10.400 locuri.